# Hylletofta
Hylletofta är kyrkby i Hylletofta socken i Sävsjö kommun i Jönköpings län belägen väster om Sävsjö. Fram till och med 2005 klassades Hylletofta som en småort. Från 2015 avgränsas här åter en småort.
I byn ligger Hylletofta kyrka.